# モリアーノ・ヴェーネト
モリアーノ・ヴェーネト（伊: Mogliano Veneto）は、イタリア共和国ヴェネト州トレヴィーゾ県にある、人口約28,000人の基礎自治体（コムーネ）。

## 地理

### 位置・広がり

#### 隣接コムーネ
隣接するコムーネは以下の通り。括弧内のVEはヴェネツィア県所属を示す。
- カザーレ・スル・シーレ
- マルコーン (VE)
- プレガンツィオール
- クアルト・ダルティーノ (VE)
- スコルツェ (VE)
- ヴェネツィア (VE)
- ゼーロ・ブランコ

### 気候分類・地震分類
気候分類では、zona E, 2546 GGに分類される。
また、イタリアの地震リスク階級 (it) では、zona 3 (sismicità bassa) に分類される。

## 行政

### 分離集落
モリアーノ・ヴェーネトには、以下の分離集落（フラツィオーネ）がある。
- Bonisiolo, Campocroce, Zerman

## 姉妹都市
ヴィボ・ヴァレンツィア県のリカーディと姉妹都市である。